# Aeroporto di Stavanger-Sola
L'Aeroporto di Stavanger-Sola è un aeroporto situato nella città di Sola, in Norvegia, a 11 km a sudovest di Stavanger. È il terzo aeroporto della Norvegia ed è molto importante come eliporto a servizio delle piattaforme petrolifere del Mare del Nord.
Nato nel 1937 come aeroporto militare, durante la seconda guerra mondiale fu utilizzato dalla Luftwaffe. Fino al 1987 è stato utilizzato della Royal Norwegian Air Force, che da allora ha solo basato un servizio di   combat search and rescue.
L'aeroporto civile ha visto transitare 3.552.579 passeggeri nel 2008. Le cinque compagnie aeree locali che vi operano offrono 9 destinazioni locali oltre alle ulteriori 37 internazionali raggiungibili con diverse compagnie.